# Gomphocalyx
Gomphocalyx es un género de plantas con flores perteneciente a la familia de las rubiáceas. Incluye una sola especie: Gomphocalyx herniarioides Baker (1887).
Es nativo de Madagascar.